# دفتر رایانه‌ای
دفتر رایانه‌ای دفتر خدماتی است که خدمات رایانه‌ای ارائه می‌دهد.
با توسعه سیستم‌عامل‌های اشتراک زمانی، دفترهای رایانه‌ای در اوایل دهه ۱۹۶۰ گسترش یافتند. گسترش این دفترها باعث شد تا ارائه خدمات به جای یک بزرگ‌رایانه گران قیمت به رایانه‌های کوچک و قابل تعویض، ممکن شده و فروش آنها افزایش یابد. توسعه فناوری‌های مخابراتی و نخستین مودم‌ها باعث رشد سریع دفترهای رایانه‌ای و امکان دسترسی فوری مشتری‌ها به این دفترها شد.
با گسترش استفاده از رایانه‌های ارزان قیمت به خصوص رایانه‌های سازگار با آی‌بی‌ام، مدل دفترهای رایانه‌ای در دهه ۱۹۸۰ کاهش پیدا کرد. اما وجود رایانه کوچک باعث تداوم برپایی این دفترها شد.